# Fort Charlottenlund
Fort Charlottenlund is een fort in Denemarken. Het fort werd gebouwd in de jaren 1883-86 als een kustbatterij en was onderdeel van de verdedigingslinie rondom de hoofdstad, de Stelling van Kopenhagen.
Het fort ligt zo’n 6 kilometer ten noorden van het Kastellet in Kopenhagen. Oorspronkelijk was het fort niet meer dan een versterking met aarden wallen, maar bij de modernisering tussen 1910 en 1912 werd het een kustfort. De bewapening bestond uit 12 houwitsers M.1910 met een kaliber van 29 centimeter en twee 120mm-snelvuurkanonnen. De houwitsers staan opgesteld in drie batterijen van vier stuks. 
In 1932 verliet defensie het terrein en verviel de functie als verdedigingswerk. Tegenwoordig is het een camping. De 12 houwitsers staan nog steeds in hun oorspronkelijke positie en zijn te bekijken. Van Fort Charlottenlund zijn twee andere forten te zien, Fort Flak en Fort Middelgrund die beiden voor de kust in de Sont liggen. Met Fort Middelgrund verdedigde Fort Charlottenlund de noordelijke zeeweg tot de haven van de hoofdstad.

## Fotogalerij

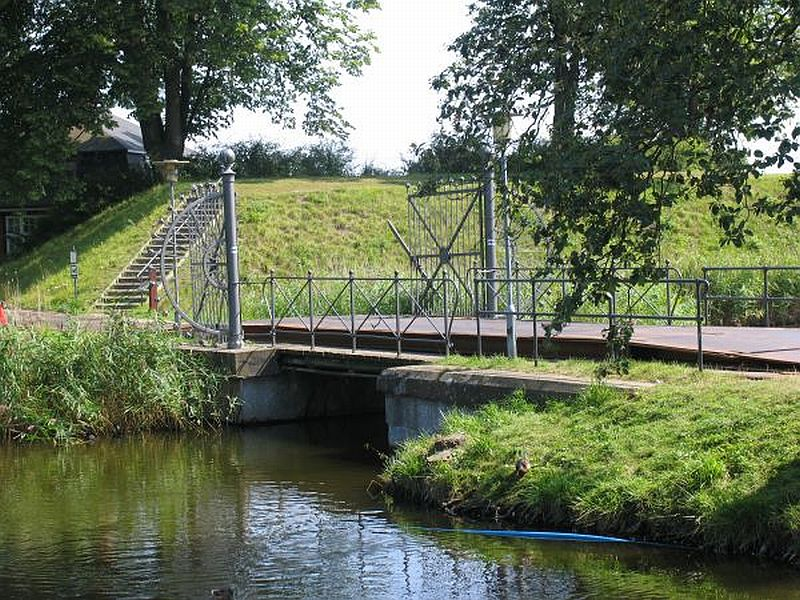
Entree over de gracht
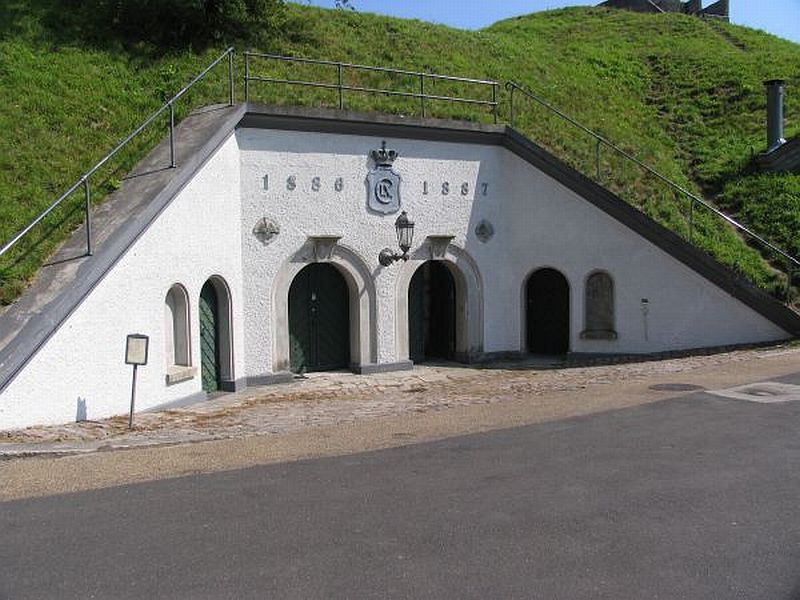
Ingang kazematten
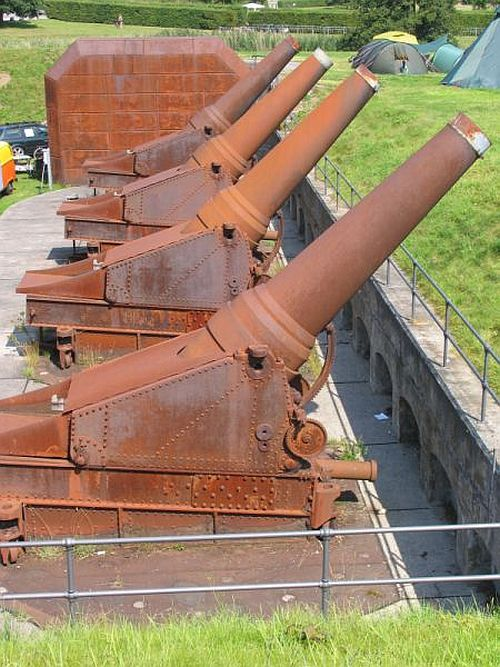
Batterij met 29cm houwitsers
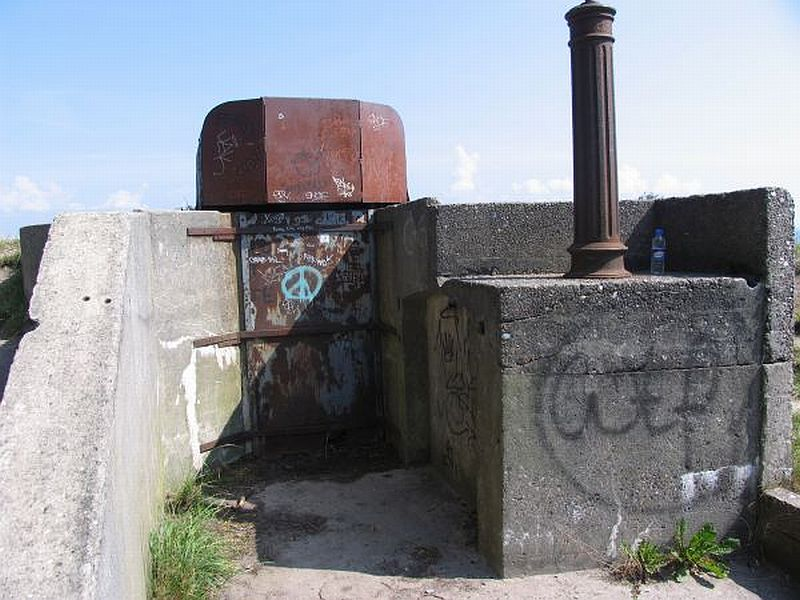
Ingang tot de afstandmeter
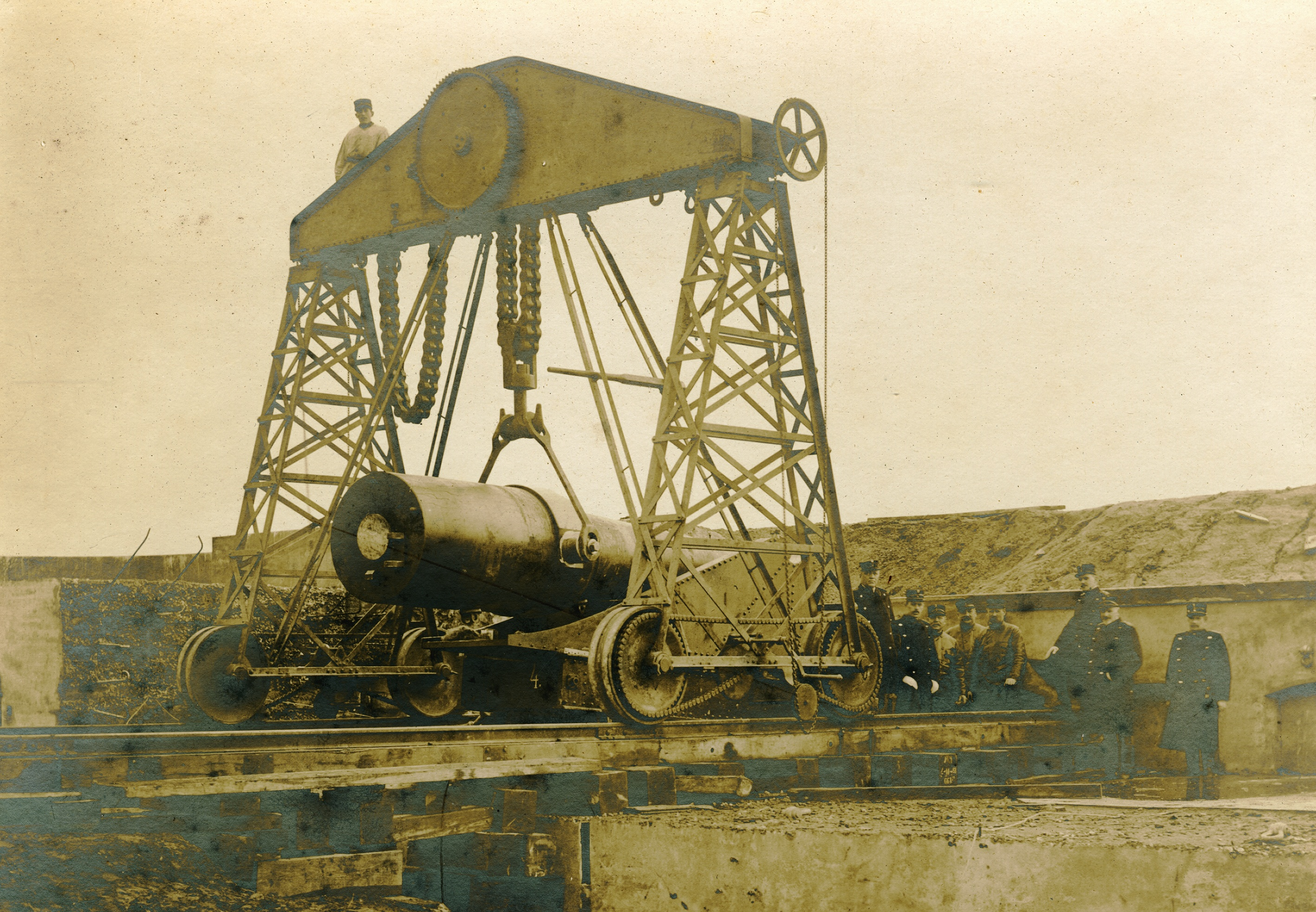
Plaatsing van een houwitser (1911)